# Carta del Voluntariat de Catalunya
El I Congrés Català del Voluntariat, reunit a Barcelona el 29 d'octubre de 1995, inspirant-se, entre d'altres, en les recomanacions del Consell d'Europa i del Parlament Europeu sobre Voluntariat, en la Carta Europea per als Voluntaris proposada per Volonteurope i en la Declaració Universal sobre el Voluntariat proclamada al Congrés Mundial per iniciativa de la IAVE, considera:
- Que el voluntariat és una manifestació solidària que es canalitza per mitjà d'entitats sense afany de lucre.
- Que tots els ciutadans tenen dret d'organitzar-se i contribuir, d'acord amb llurs preferències i capacitats, a la tasca que realitza el voluntariat.
- Que el compromís d'actuació que suposa el voluntariat es fonamenta en una decisió lliure i personal motivada per principis de solidaritat i altruisme.
- Que el voluntariat contribueix a un desenvolupament social del nostre entorn i del món, més just, solidari, equilibrat, pacífic i respectuós amb el medi mitjançant la participació dels ciutadans en la vida de les societats.
- Que el voluntariat estimula la responsabilitat social dels ciutadans i contribueix a la resolució de les necessitats socials.
- Que el voluntariat estimula la responsabilitat social dels ciutadans i contribueix a la resolució de les necessitats socials.
- Que el voluntariat fonamenta la seva acció en els principis d'associació i participació democràtica, respecte a la dignitat, igualtat i llibertat de la persona.

DRETS DE LA PERSONA VOLUNTÀRIA
1. Obtenir informació de l'entitat on col·labora, sobre el funcionament, les finalitats i les seves activitats, suport en el desenvolupament de l'acció voluntària i mitjans per poder exercitar-la convenientment.
2. Rebre la formació necessària per al desenvolupament de l'activitat.
3. Ser tractat sense cap mena de discriminació i amb tot respecte a la seva condició i creences.
4. Gaudir d'acreditació suficient com a voluntari/ària davant de tercers i obtenir certificació de la seva participació en els programes.
5. Participar activament en l'elaboració, planificació, execució i avaluació dels programes i activitats on col·labori, amb el reconeixement social de la seva activitat
6. Ser coberts dels riscos derivats de l'activitat que du a terme com a voluntari i dels danys que, involuntàriament, podria causar a tercers per raó de la seva activitat.
7. Rescabalar-se, si ho vol, de les despeses que li pugui ocasionar l'activitat voluntària.
8. Acordar lliurement les condicions de la seva acció voluntària i el compromís de les tasques definides conjuntament, el temps i horari que hi podrà esmerçar i les responsabilitats acceptades per cadascú.

DEURES DE LA PERSONA VOLUNTÀRIA
1. Cooperar en la consecució dels objectius del programa on participi per al compliment dels compromisos adquirits dins de l'organització.
2. Realitzar l'activitat a què s'ha compromès amb responsabilitat, bona fe i gratuïtat, donant suport de manera activa a la seva entitat i respectant les normes internes de funcionament.
3. Observar les mesures de seguretat i higiene reglamentades i aquelles que siguin adoptades per l'entitat.
4. Rebutjar qualsevol contraprestació econòmica o material que li pugui ser oferta pel beneficiari o per tercers en virtut de la seva actuació.
5. Mantenir la confidencialitat, sense perjudici dels drets de la persona, de les informacions rebudes i conegudes en el desenvolupament de la seva activitat, tant respecte dels beneficiaris com de l'entitat.
6. En cas de renúncia, notificar-la amb antelació o continuar l'activitat fins que puguin adoptar-se les mesures necessàries per evitar perjudicis greus al servei.

Nota: La Carta del Voluntariat de Catalunya va ser reconeguda pel Parlament de Catalunya en la seva Resolució 98/V, de 29 de maig de 1996
Nota: El I Congrés Català del Voluntariat va ser organitzat per l'Institut Català del Voluntariat